# Mořan zlatý
Mořan zlatý (Sparus aurata) zvaný též pražma královská, je ryba žijící ve Středozemním moři a ve východní části Atlantiku od jižní Anglie po Kanárské ostrovy. Staří Řekové tuto rybu zasvětili bohyni lásky Afroditě. Při lovu pražmy jsou nejčastěji používány pruty a vlečné sítě. Nejvíce exemplářů se uloví v Řecku, Turecku, Itálii a Severní Africe. Velké množství však pochází z akvakultur. 

## Popis
Mořan zlatý dorůstá délky okolo 30 až 40 cm a váhy zhruba 2 kg, byly však uloveny i exempláře 70 cm dlouhé. Tělo je oválné a po stranách zploštělé, nápadnými znaky jsou vysoké čelo a velké nazlátlé skvrny okolo očí. Pražmu zdobí typický zlatý pásek vedoucí od čela k očím a zlaté proužky na povrchu žaber, proto se jí také říká doráda (ze španělského slova dorado – pozlacený). Tyto znaky však po zabití ryby rychle vyblednou.

## Chování
Žije ve skupinkách, které se pohybují u dna v porostech mořské trávy a loví převážně drobné korýše.

## Rozmnožování
Mořan zlatý je postupný (protandrický) hermafrodit. Dospívá ve 2 letech jako samec, posléze se mění na samici.

## Význam
Maso mořana zlatého je na trhu velmi ceněno: je bílé a pevné, delikátní chuti. Prodává se pod obchodními názvy pražma královská nebo doráda (ze španělského dorado – pozlacený). Převážná většina prodávaných ryb pochází z umělého chovu.